# Synthesia
Synthesia是一个由Nicholas Piegdon软件製造商编写的，能在Windows平台和Mac OS X平台运行的音乐游戏（在借助wine的情况下，也可於Linux运行），通过导入一个MIDI文件，利用电脑键盘或外接的MIDI钢琴键盘，根据屏幕指示弹奏并获得成绩。游戏模式和Keyboard Mania、Guitar Hero或太鼓达人等相似。曾经仿照Guitar Hero的命名方法，命名为Piano Hero，但后来Guitar Hero的软件制造商Activision发出警告并要求停止使用该命名，所以后改称本名。
本软件原为Windows平台专用，后来在2007年初完成平台移植，本软件也支持Mac OS X平台。
本软件原属于开放源软件计划，但由于其商业价值的提升，软件製造商Nicholas Piegdon停止发放v0.6.2源代码，但仍提供最新的版本下载。虽然保留了最基本的功能，但如果想使用更多功能，如乐谱显示等，必须购买其“学习包”来解锁功能。

## 注脚
1. ↑  . Destructoid.   [2008-01-10]. （原始内容存档于2007-10-10）.
2. ↑  . Kotaku.   [2008-01-10]. （原始内容存档于2012-07-09）.
3. ↑  . TUAW.   [2008-01-10]. （原始内容存档于2008-03-22）.